# Supershuttle
SuperShuttle est un service de transfert partagé conçu pour offrir des liaisons entre le centre et le ou les aéroport(s) d'une ville. Créé en 1983 à Los Angeles aux États-Unis, SuperShuttle est devenu une filiale du groupe Veolia Transport en 2007. Elle est présente aux États-Unis, au Canada, en France et en Suède.  
En septembre 2009, Veolia déploie le concept en région parisienne offrant des transferts partagés ou privatifs sur réservation pour relier Paris aux trois aéroports de la région, à savoir l'Aéroport Paris-Charles-de-Gaulle, l'aéroport Paris-Orly et l'aéroport de Beauvais-Tillé, et aux parcs Disneyland. 